# Сидоркова, Ирина Антоновна
Ири́на Анто́новна Сидорко́ва (род. 27 июня 2003, Петрозаводск, Карелия, Россия) — российская автогонщица. Бывший пилот женского формульного турнира W Series. Победительница первенства СМП РСКГ по кольцевым автомобильным гонкам в классе «Национальный Юниор» 2018 года и серебряный призёр 2017 года в личном зачёте, а также победитель этих сезонов в командном зачёте в составе коллектива «Академия ралли». Победитель и призёр заездов чемпионата России по кольцевым автогонкам в классе «Туринг-Лайт» 2020 года и кубка России в классе «Супер-продакшн» 2022 года. Участник российского и испанского чемпионатов Формулы-4 2019 года, а также азиатского чемпионата Формулы-3 2021 года. Бронзовый призёр виртуального чемпионата W Series ESports League 2020 года.

## Личная жизнь
Отец — Антон Викторович Сидорков, мать — Анна Сидоркова, брат — Марат Антонович Сидорков. Сидоркова в детстве принимала участие в конкурсах красоты. Завоевала звание первой вице-мини-мисс Карелия. Любит смотреть кино, а в детском возрасте просмотр мультфильма «Тачки» побудил её попробовать себя в автоспорте (картинге). Занимается сноубордом, любит читать фантастику. Сидоркова училась в финно-угорской школе имени Элиаса Лённрота. С 2022 года она учится на тренера по автоспорту.

## Гоночная карьера

#### 2009—2015
Ирина Сидоркова впервые села за руль карта в 2009 году, в шестилетнем возрасте. Уже на следующий год начала выступать в международных картинговых соревнованиях, проходивших в Италии. В сезоне 2011 года стала вице-чемпионом Эстонии в классе Кадет (для детей 6—8 лет), одержав первую победу на этапе.
Первый чемпионский титул Сидоркова завоевала в сезоне 2012 года, уверенно победив в 8-этапном чемпионате Эстонии по картингу в классе KF6 Micro (для детей 8—10 лет), за один этап до финиша. Также ей удалось выиграть в этом классе Кубок Прибалтики и Кубок Карелии. А попутно — стать серебряным призёром 6-этапного любительского турнира по прокатному картингу, в своём классе. В этом же сезоне состоялся дебют в турнире WSK Masters, где она, будучи самой юной участницей, смогла пройти в финал A.
В сезоне 2013 года Сидоркова продолжила активные старты в картинге. Основным турниром было 12-этапное первенство Финляндии, где заняла 20 место из 62 участников класса KF6 Mini (возраст 10—13 лет). А в кубке Финляндии в этом классе она заняла пятое место. Также были победы в заездах чемпионата Эстонии и Кубка Прибалтики, участие на этапах WSK Masters и WSK Euro Series в Италии.
В межсезонье 2013—2014 годов началось сотрудничество с «Академией ралли», которая взяла на себя часть расходов по участию в картинговых турнирах. Также московская команда предоставила легковой автомобиль Volkswagen Polo для тренировочных заездов и стартов в любительских соревнованиях. На водительском сидении разместили специальную вставку для плотной фиксации, с учётом роста Ирины подкорректировали работу сцепления.
В сезоне 2014 года Сидоркова прежде всего участвовала в финском картинговом первенстве, в классах KF6 Junior и KF6 Senior. Лучшим результатом стало третье место на одном из этапов. Также было несколько стартов в чемпионате Эстонии, где ей удалось выиграть одну из гонок класса KF6 Mini. Первые старты на легковом автомобиле в карельских ралли-спринтах также принесли призовые места в своём классе.
Сезон 2015 год стал последним сезоном активного участия в картинге. Основной серией была выбрана 6-этапная Rotax Россия, где Сидоркова смогла стать бронзовым призёром в классе «РМ Мини» с четырьмя призовыми подиумами. Также ей удалось стать бронзовым призёром любительского ралли-спринта в Карелии, с участием 58 спортсменов. Кроме этого, состоялось её первое выступление в «больших» гонках с участием звёзд-профессионалов — крупном московском раллийном турнире Rally Masters Show, где Сидоркова пилотировала один из «нулевых автомобилей».

### Развитие карьеры

#### 2016
В межсезонье Сидоркова перешла в кузовные автогонки. По мере повышения класса всё сложнее стало собирать бюджет для участия в картинговых сериях, плюс медийная отдача в российских кузовных турнирах значительно выше, чем в картинге. Переход с малого карта на большую машину требует периода адаптации, и весь сезон 2016 года был посвящён этому процессу. Сидоркова постоянно стартовала в различных автомобильных соревнованиях, проходивших в Санкт-Петербурге и его окрестностях: по ралли-спринту, кольцевым автогонкам, ринг-ралли-кроссу, соревнуясь со взрослыми соперниками.

#### 2017
Зимой 2017 года стала победителем трёхэтапного Кубка «Ледовое Кольцо» автодрома Санкт-Петербург (кольцевые автогонки по заснеженной трассе) в классе Sport 1600. Также становилась призёром в соревнованиях по ледовому ралли-кроссу, в классе СуперКарс. В петербургской зимней гоночной серии по спринтам — Winter IronRacer заняла вторые итоговые места в двух классах: «Леди» и «Юниор».
Весной состоялся её дебют в Российской серии кольцевых гонок. В этом сезоне «Академия ралли» решила массово привести в класс «Национальный Юниор» спортивные автомобили Volkswagen Polo Sedan собственной подготовки. Сидоркова получила статус первого пилота команды и обозначила свои высокие амбиции с самого начала, выиграв стартовый заезд 10-раундового Первенства СМП РСКГ 2017 по кольцевым автогонкам. В течение сезона она была единственной, кто боролся за титул с более опытным и старшим Максимом Корнилковым. Уступила ему только после неудачного финиша в заключительном заезде, став вице-чемпионом в возрасте 14 лет. В течение сезона неоднократно лидировала в турнире, шесть раз поднималась на подиум, выиграла две гонки. Параллельно Сидоркова стартовала в Кубке Санкт-Петербурга по ринг-ралли-кроссу, где финишировала бронзовым призёром в классе Super1600. Как и в зимних ледовых соревнованиях, этот турнир проходил в борьбе со взрослыми соперниками.
По итогам сезона была номинирована на национальную премию «Человек года в автоспорте»-2017.

#### 2018
В начале 2018 года второй год подряд приняла участие в 4-этапном Кубке «Ледовое Кольцо» автодрома Санкт-Петербург, заняла третье место в классе Sport 1600. Основным турниром сезона вновь было Первенство СМП РСКГ в классе «Национальный Юниор». На этот раз Сидоркова считалась фаворитом, выиграла три из четырёх первых заездов, включая стартовый. После чего сосредоточилась на стабильном удержании преимущества. В итоге Ирина Сидоркова смогла стать первой и пока единственной девушкой, сумевшей выиграть турнир в одном из классов Российской серии кольцевых гонок. Также она провела одну гонку в санкт-петербургской Серии кольцевых гонок (четвёртое место) и стала второй в заезде «класса 1600» Кубка Санкт-Петербурга по ринг-ралли-кроссу. В обоих турнирах соперничала со взрослыми автогонщиками.
Осенью после успехов в гонках РСКГ на неё обратили внимание в программе поддержки SMP Racing. Вскоре Сидоркова была приглашена принять участие в ряде тестовых сессий и выездов, включая участие в финальном этапе Formula 4 Northern European Zone (турнира Формулы-4 северо-европейской зоны), проходивший на трассе в нидерландском Ассене. По их итогам было принято решение заключить с Сидорковой контракт на полный сезон в следующем году. Попутно она получила возможность заниматься на специальном тренажёре-симуляторе коллектива SMP Racing, единственном в России на тот момент, который позволил лучше подготовиться к будущим стартам. Также в команде для неё разработали специальную программу спортивной подготовки, чтобы Сидоркова могла легче выдерживать гонки формульного типа, с более высокой нагрузкой на организм, чем в кузовных соревнованиях.
По итогам 2018 года была включена в рейтинг «Люди 2018 года», составленного ГТРК Карелия.

#### 2019
В течение 2019 года Сидоркова стала частью юниорской программы SMP Racing, и приняла участие сразу в двух чемпионатах Формулы-4: российском и испанском. В российском турнире SMP F4 Championship, проходившем преимущественно на трассах России (за исключением одного выезда в финский Аластаро), она стартовала в шести этапах из семи. Дважды смогла подняться на призовой подиум в заездах, финишировала на итоговом шестом месте. В испанском чемпионате конкуренция была намного сильнее. Соревнования проходили на гоночных трассах Испании, Португалии и Франции, среди участников — представители 14 стран. Неоднократно финишировала в очковой зоне, лучший результат в заезде — 6 место.

#### 2020
В сезоне 2020 года Сидоркова официально стала пилотом Серии W — полностью женского формульного турнира, главного в мире первенства среди женщин по кольцевым автогонкам. Она прошла в группу пилотов по итогу успешных тестов, прошедших осенью 2019 года на испанской трассе Альмерия. Заезды в сезоне 2020 года должны были проходить в рамках уикендов чемпионата мира Формулы-1 и Deutsche Tourenwagen Masters (DTM). Но, из-за вспыхнувшей пандемии коронавирусной инфекции COVID-19 множество крупных спортивных соревнований по всему миру были отменены или перенесены на неопределённое время. 4 июня было принято решение отменить сезон Серии W 2020 года. Вместо этого, по примеру других гоночных турниров, были проведены виртуальные заезды (киберспорт) на платформе игры iRacing. В борьбе с двадцатью соперницами, по итогам десяти этапов W Series ESports League, Сидоркова заняла высокое третье место с пятью победами в заездах. Она могла финишировать выше, долгое время шла второй в турнире, но затем сказалось совмещение ряда стартов с участием в Российской серии кольцевых гонок.
Для развития гоночной практики Сидоркова вновь приняла участие в РСКГ. В составе команды «Академия ралли» она провела сезон в чемпионате страны по кольцевым автогонкам в классе «Туринг-Лайт». Стартовала на шести этапах из семи прошедших, за рулём хетчбэка Volkswagen Polo R2. Несмотря на выступления в классе с высокой конкуренцией, с участием чемпионов России, победителя европейского кузовного турнира ETCC, пилотов заводской команды LADA Sport, ей удалось дважды подняться на призовой подиум. При этом стать первой в истории женщиной, сумевшей выиграть поул-позицию и заезд чемпионата России по кольцевым автомобильным гонкам, а также установить лучшее время круга.

#### 2021
Сезон 2021 года Сидоркова начала в 5-этапном азиатском чемпионате Формулы-3, в составе австралийской команды Evans GP Team Oloi. Она приняла участие в четырёх раундах турнира, прошедших на трассах Объединённых Арабских Эмиратов в январе и феврале.
Основным турниром на сезон 2021 года стала женская формульная Серия W, все восемь гонок которой прошли в рамках уик-эндов чемпионата мира Формулы-1. Всего в серии приняли участие 20 женщин из 12 стран. Сидоркова стала единственной представительницей России и самой молодой участницей, в возрасте 17 лет на момент старта сезона. Свой первый подиум она завоевала уже во второй гонке, проходившей на австрийском автодроме Ред Булл Ринг, где заняла второе место. В шаге от подиума, четвёртой, Сидоркова финишировала на венгерском этапе в Хунгароринге, четвёртом в сезоне. Однако, вторая часть турнира оказалась для неё частично пропущенной. Этап в бельгийском Спа-Франкоршам пришлось пропустить после положительного результата теста на COVID-19. А на последние две гонки в октябре она не смогла попасть из-за того, что ей отказали в получении американской визы. В итоге, по результатам неполного сезона Сидоркова расположилась на девятом месте в турнирной таблице.
В ноябре 2021 года Сидоркова была приглашена принять участие в однодневных тестах FIA Formula 3, проходивших во французском Маньи-Куре вместе с гонщицами Нереей Марти, Майей Вег и Дориан Пен.

#### 2022
В сезоне 2022 года Сидоркова должна была продолжить выступать в женской формульной Серии W. Однако, в связи со вторжением России на Украину, было принято решение Международной автомобильной федерацией об ограничении допуска российских автогонщиков к ряду автомобильных соревнований, проходящих под патронажем ФИА. По этой причине она не смогла принять участие в новом сезоне.
В итоге основным турниром для Сидорковой в сезоне 2022 года стала Российская серия кольцевых гонок. Она дебютировала в составе команды Sofit-Racing Team, действующего победителя Кубка страны в классе «Супер-продакшн» (автомобиль Subaru BRZ turbo). Впервые выступая на кузовных машинах столь быстрой категории, Сидоркова смогла стать лидером команды по очкам как после первого, так и по итогам второго этапа. Из двенадцати гонок в шести финишировала на призовом подиуме. При этом выиграла два заезда. Таким образом, в активе Сидорковой теперь есть победы во всех трёх классах РСКГ, в которых она принимала участие («Национальный Юниор», «Туринг-Лайт» и «Супер-продакшн»).

#### 2023
В сезоне 2023 года Сидоркова дебютировала в классе «Эндуранс» в составе команды SMP Racing (автомобиль Ferrari 458). На первой гонке, проходившей на трассе Сочи Автодром, она не стартовала. На второй гонке, проходившей на автодроме Игора Драйв в Санкт-Петербурге, Сидоркова заняла третье место. На третьей гонке, проходившей на автодроме Крепость Грозная в Чечне, Сидоркова заняла 14-е место из-за технических проблем. На четвёртой гонке, проходившей на автодроме Сочи Автодром, Сидоркова заняла 4-е место.

## Оценки экспертов
Кэтрин Бонд Миур, исполнительный директор женской формульной Серии W, отметила безусловный талант и огромный потенциал Ирины Сидорковой, который она продемонстрировала в дебютном для себя сезоне 2021 года. Несмотря на то, что со своей напарницей Нереей Марти они были двумя самыми молодыми участницами турнира, ей удалось впечатлить участников серии тем, как она выкладывалась на трассе и за её пределами. Руководитель ФИА Формулы-3 Бруно Мишель также отметил Сидоркову и Марти и пригласил их на тесты машин Формулы-3.

## Деятельность вне автоспорта
В 2017 и 2018 годах Сидоркова входила в состав экспертного жюри автомобильной премии «Спорткар года» по версии журнала «Автомобили».
В 2021 году вошла в список ста самых красивых женщин России по рейтингу журнала Maxim и заняла в этом списке 90-е место.

## Статистика выступлений

### Сводная таблица
| Сезон | Турнир                        | Категория / Класс  | Команда                                    | Старты                  | Победы                  | Поулы                   | БК                      | Подиумы                 | Очки                    | Место                   |
| ----- | ----------------------------- | ------------------ | ------------------------------------------ | ----------------------- | ----------------------- | ----------------------- | ----------------------- | ----------------------- | ----------------------- | ----------------------- |
| 2017  | Первенство СМП РСКГ           | Национальный Юниор | Академия ралли — (AR Junior)               | 10                      | 3                       | 1                       | 2                       | 6                       | 171                     | 2                       |
| 2018  | Первенство СМП РСКГ           | Национальный Юниор | Академия ралли — (AR Junior)               | 10                      | 3                       | 1                       | 5                       | 6                       | 163                     | 1                       |
| 2018  | SMP F4 NEZ                    |                    | SMP Racing                                 | 3                       | 0                       | 0                       | 0                       | 0                       | —                       | НКЛ                     |
| 2019  | СМП Формула-4                 |                    | SMP Racing                                 | 11                      | 0                       | 0                       | 0                       | 2                       | 96                      | 6                       |
| 2019  | Испанская Формула-4           |                    | Drivex                                     | 18                      | 0                       | 0                       | 0                       | 0                       | 15                      | 18                      |
| 2020  | Серия W                       |                    | Hitech Grand Prix                          | Сезон 2020 года отменён | Сезон 2020 года отменён | Сезон 2020 года отменён | Сезон 2020 года отменён | Сезон 2020 года отменён | Сезон 2020 года отменён | Сезон 2020 года отменён |
| 2020  | Чемпионат России РСКГ         | Туринг-Лайт        | Академия ралли                             | 12                      | 1                       | 1                       | 1                       | 2                       | 110                     | 9                       |
| 2021  | Азиатский чемпионат Формулы-3 | Чемпионат пилотов  | Evans GP Team                              | 12                      | 0                       | 0                       | 0                       | 0                       | 0                       | 19                      |
| 2021  | Азиатский чемпионат Формулы-3 | Кубок новичков     | Evans GP Team                              | 12                      | 0                       | 0                       | 0                       | 0                       | 55                      | 10                      |
| 2021  | Серия W                       |                    | Academy                                    | 5                       | 0                       | 0                       | 0                       | 1                       | 34                      | 9                       |
| 2022  | Кубок России РСКГ             | Супер-продакшн     | Sofit-Racing Team                          | 12                      | 2                       | 0                       | 2                       | 6                       | 176                     | 6                       |
| 2023  | Кубок России РСКГ             | Эндуранс           | SMP Racing SMP Racing 71 SMP Racing 71 — 2 | 3                       | 0                       | 0                       | 0                       | 1                       | 36                      | 9                       |
| 2024  | Кубок РАФ РСКГ                | Туринг GT4         | SMP Racing                                 | 6                       | 0                       | 0                       | 0                       | 2                       | 91                      | 4 ●                     |
| 2024  | Кубок России РСКГ             | Эндуранс           | BR Engineering                             | 1                       | 0                       | 0                       | 0                       | 0                       | 0                       | 21 ●                    |
| Сезон | Турнир                        | Категория / Класс  | Команда                                    | Старты                  | Победы                  | Поулы                   | БК                      | Подиумы                 | Очки                    | Место                   |

● Сезон продолжается.
| Легенда к таблице |                                                                       |
| --- | --------------------------------------------------------------------- |
| В таблице перечислены результаты всех гонок, в которых принимала участие гонщица. Строками таблицы являются сезоны, столбцами — этапы серии. В каждой клетке указаны сокращённое название этапа и результат, дополнительно обозначенный цветом. Расшифровка обозначений и цветов представлена в нижеследующей таблице. |                                                                       |
| \| Пример \| Описание \| \| ------------ \| --------------------------------------------------------------------- \| \| 1 \| Победительница \| \| 2 \| Второе место \| \| 3 \| Третье место \| \| 5 \| Финишировала, заработав очки \| \| Сход \| Не финишировала, но при этом заработала очки \| \| 12 \| Финишировала, не получив очков \| \| НКЛ \| Финишировала, но не попала в финальную классификацию \| \| 15 \| Участвовала вне зачёта, либо по отдельной классификации \| \| 18 \| Не финишировала, но попал в финальную классификацию \| \| Сход \| Не финишировала \| \| НКВ \| Не прошла квалификацию \| \| НПКВ \| Не прошла предквалификацию \| \| ДСК \| Дисквалифицирована \| \| ИСК \| Исключена из протокола соревнований \| \| ТТ \| Участвовала только в тренировках \| \| НС \| Участвовала в квалификации, но не стартовала в гонке \| \| Т \| Травмирована или больна \| \| ОТК \| Отказ от участия \| \| НТР \| Прибыла на соревнования, но на трассу не выезжала \| \| НПР \| Была заявлена в числе участников, но не прибыла к началу соревнований \| \| О \| Соревнования отменены \| \| \| Не участвовала \| \| Поул-позиция \| \| \| Быстрый круг \| \| |                                                                       |
| Пример | Описание                                                              |
| 1 | Победительница                                                        |
| 2 | Второе место                                                          |
| 3 | Третье место                                                          |
| 5 | Финишировала, заработав очки                                          |
| Сход | Не финишировала, но при этом заработала очки                          |
| 12 | Финишировала, не получив очков                                        |
| НКЛ | Финишировала, но не попала в финальную классификацию                  |
| 15 | Участвовала вне зачёта, либо по отдельной классификации               |
| 18 | Не финишировала, но попал в финальную классификацию                   |
| Сход | Не финишировала                                                       |
| НКВ | Не прошла квалификацию                                                |
| НПКВ | Не прошла предквалификацию                                            |
| ДСК | Дисквалифицирована                                                    |
| ИСК | Исключена из протокола соревнований                                   |
| ТТ | Участвовала только в тренировках                                      |
| НС | Участвовала в квалификации, но не стартовала в гонке                  |
| Т | Травмирована или больна                                               |
| ОТК | Отказ от участия                                                      |
| НТР | Прибыла на соревнования, но на трассу не выезжала                     |
| НПР | Была заявлена в числе участников, но не прибыла к началу соревнований |
| О | Соревнования отменены                                                 |
| | Не участвовала                                                        |
| Поул-позиция |                                                                       |
| Быстрый круг |                                                                       |

### Результаты выступлений в РСКГ

#### Первенство СМП РСКГ

##### Национальный Юниор
| Год        | Команда                    | Автомобиль            | 1     | 1     | 2     | 2     | 3     | 3     | 4     | 4     | 5     | 5     | 6     | 6     | 7     | 7     | Место | Очки |
| 2017       | Академия ралли (AR Junior) | Volkswagen Polo Sedan | ГРО   | ГРО   | СМО 1 | СМО 1 | НИЖ   | НИЖ   | КАЗ 1 | КАЗ 1 | СМО 2 | СМО 2 | МОС   | МОС   | КАЗ 2 | КАЗ 2 | 2     | 171  |
| ---------- | -------------------------- | --------------------- | ----- | ----- | ----- | ----- | ----- | ----- | ----- | ----- | ----- | ----- | ----- | ----- | ----- | ----- | ----- | ---- |
| 2017       | Академия ралли (AR Junior) | Volkswagen Polo Sedan | Г1 1  | Г2 3  | Г1 НУ | Г2 НУ | Г1 1  | Г2 8  | Г1 6  | Г2 4  | Г1 2  | Г2 2  | Г1 НУ | Г2 НУ | Г1 1  | Г2 10 | 2     | 171  |
| 2018       | Академия ралли (AR Junior) | Volkswagen Polo Sedan | ГРО 1 | ГРО 1 | СМО   | СМО   | НИЖ   | НИЖ   | КАЗ   | КАЗ   | МОС   | МОС   | СОЧ   | СОЧ   | ГРО 2 | ГРО 2 | 1     | 163  |
| 2018       | Академия ралли (AR Junior) | Volkswagen Polo Sedan | Г1 1  | Г2 2  | Г1 1  | Г2 1  | Г1 НУ | Г2 НУ | Г1 3  | Г2 12 | Г1 9  | Г2 8  | Г1 НУ | Г2 НУ | Г1 2  | Г2 9  | 1     | 163  |
| Источники: |                            |                       |       |       |       |       |       |       |       |       |       |       |       |       |       |       |       |      |

#### Чемпионат России

##### Туринг-Лайт
| Год        | Команда        | Автомобиль             | 1     | 1       | 2    | 2     | 3     | 3    | 4     | 4     | 5     | 5     | 6    | 6    | 7    | 7    | Место | Очки |
| 2020       | Академия ралли | Volkswagen Polo R2 Mk5 | СМО 1 | СМО 1   | ИГО  | ИГО   | КАЗ   | КАЗ  | МОС   | МОС   | СМО 2 | СМО 2 | НИЖ  | НИЖ  | ГРО  | ГРО  | 9     | 110  |
| ---------- | -------------- | ---------------------- | ----- | ------- | ---- | ----- | ----- | ---- | ----- | ----- | ----- | ----- | ---- | ---- | ---- | ---- | ----- | ---- |
| 2020       | Академия ралли | Volkswagen Polo R2 Mk5 | Г1 6  | Г2 Сход | Г1 9 | Г2 12 | Г1 11 | Г2 8 | Г1 НУ | Г2 НУ | Г1 12 | Г2 8  | Г1 1 | Г2 8 | Г1 3 | Г2 4 | 9     | 110  |
| Источники: |                |                        |       |         |      |       |       |      |       |       |       |       |      |      |      |      |       |      |

#### Кубок России

##### Супер-продакшн
| Г1 2       | Г2 3 | Г1 Сход | Г2 1 | Г1 4 | Г2 6 | Г1 3 | Г2 2 | Г1 НКВ | Г2 Сход | Г1 5 | Г2 1 |
| Источники: |      |         |      |      |      |      |      |        |         |      |      |

##### Эндуранс
| Год        | Команда           | Автомобиль          | 1    | 2   | 3    | 4    | 5   | Место | Очки |
| 2023       | SMP Racing        | Ferrari 458         | СОЧ1 | ИГО | ГРО  | СОЧ2 |     | 9     | 36   |
| ---------- | ----------------- | ------------------- | ---- | --- | ---- | ---- | --- | ----- | ---- |
| 2023       | SMP Racing        | Ferrari 458         | НПР  | 3   |      |      |     | 9     | 36   |
| 2023       | SMP Racing 71     | BR Engineering BR03 |      |     | 14   |      |     | 9     | 36   |
| 2023       | SMP Racing 71 — 2 | BR Engineering BR03 |      |     |      | 4    |     | 9     | 36   |
| 2024       | BR Engineering    | BR Engineering BR03 | МОС1 | КАЗ | МОС2 | ИГО  | ГРО | 21 ●  | 0 ●  |
| 2024       | BR Engineering    | BR Engineering BR03 | НКВ  |     |      |      |     | 21 ●  | 0 ●  |
| Источники: |                   |                     |      |     |      |      |     |       |      |

● Сезон продолжается.

#### Кубок Российской автомобильной федерации

##### GT4 Russia
| Год        | Команда    | Автомобиль          | 1    | 1    | 1    | 2     | 2     | 2     | 3    | 3    | 3       | 4   | 4   | 4   | 5   | 5   | 5   | 6   | 6   | 6   | 7   | 7   | 7   | 8   | 8   | 8   | Место | Очки |
| 2024       | SMP Racing | Mercedes-AMG GT GT4 | ГРО  | ГРО  | ГРО  | СМО   | СМО   | СМО   | НИЖ  | НИЖ  | НИЖ     | КАЗ | КАЗ | КАЗ | АДМ | АДМ | АДМ | ИГО | ИГО | ИГО | МОС | МОС | МОС | ГРО | ГРО | ГРО | 4 ●   | 91 ● |
| ---------- | ---------- | ------------------- | ---- | ---- | ---- | ----- | ----- | ----- | ---- | ---- | ------- | --- | --- | --- | --- | --- | --- | --- | --- | --- | --- | --- | --- | --- | --- | --- | ----- | ---- |
| 2024       | SMP Racing | Mercedes-AMG GT GT4 | Г1 5 | Г2 3 | Г3 3 | Г1 НУ | Г2 НУ | Г3 НУ | Г1 4 | Г2 4 | Г3 Сход | Г1  | Г2  | Г3  | Г1  | Г2  | Г3  | Г1  | Г2  | Г3  | Г1  | Г2  | Г3  | Г1  | Г2  | Г3  | 4 ●   | 91 ● |
| Источники: |            |                     |      |      |      |       |       |       |      |      |         |     |     |     |     |     |     |     |     |     |     |     |     |     |     |     |       |      |

● Сезон продолжается.

### Результаты выступлений в Формуле-4

#### SMP Формула-4
| Год        | Команда    | Шасси          | Двигатель          | 1     | 1     | 1     | 2     | 2     | 2     | 3       | 3     | 3     | 4       | 4     | 4     | 5     | 5     | 5     | 6     | 6     | 6     | 7     | 7     | 7     | Место | Очки |
| 2018       | SMP Racing | Tatuus F4-T014 | Abarth 1.4L FTJ I4 | СМО   | СМО   | СМО   | НИЖ   | НИЖ   | НИЖ   | МОС     | МОС   | МОС   | АДМ     | АДМ   | АДМ   | АХВ   | АХВ   | АХВ   | АЛА   | АЛА   | АЛА   | АСС   | АСС   | АСС   | 23    | 0    |
| ---------- | ---------- | -------------- | ------------------ | ----- | ----- | ----- | ----- | ----- | ----- | ------- | ----- | ----- | ------- | ----- | ----- | ----- | ----- | ----- | ----- | ----- | ----- | ----- | ----- | ----- | ----- | ---- |
| 2018       | SMP Racing | Tatuus F4-T014 | Abarth 1.4L FTJ I4 | Г1 НУ | Г2 НУ | Г3 НУ | Г1 НУ | Г2 НУ | Г3 НУ | Г1 НУ   | Г2 НУ | Г3 НУ | Г1 НУ   | Г2 НУ | Г3 НУ | Г1 НУ | Г2 НУ | Г3 НУ | Г1 НУ | Г2 НУ | Г3 НУ | Г1 13 | Г2 13 | Г3 13 | 23    | 0    |
|            |            |                |                    | 1     | 2     | 2     | 3     | 3     | 4     | 4       | 5     | 5     | 6       | 6     | 7     | 7     | 8     | 8     | 8     | 8     | 8     | 8     | 8     | 8     |       |      |
| 2019       | SMP Racing | Tatuus F4-T014 | Abarth 1.4L FTJ I4 | ГРО   | НИЖ   | НИЖ   | СМО   | СМО   | КАЗ   | КАЗ     | АДМ   | АДМ   | МОС     | МОС   | АЛА   | АЛА   |       |       |       |       |       |       |       |       | 6     | 96   |
| 2019       | SMP Racing | Tatuus F4-T014 | Abarth 1.4L FTJ I4 | Сход  | Г1 6  | Г2 6  | Г1 НУ | Г2 НУ | Г1 3  | Г2 Сход | Г1 4  | Г2 3  | Г1 Сход | Г2 6  | Г1 9  | Г2 7  |       |       |       |       |       |       |       |       | 6     | 96   |
| Источники: |            |                |                    |       |       |       |       |       |       |         |       |       |         |       |       |       |       |       |       |       |       |       |       |       |       |      |

#### Испанская Формула-4
| Год        | Команда       | Шасси          | Двигатель          | 1     | 1     | 1    | 2     | 2     | 2     | 3     | 3     | 3    | 4     | 4     | 4     | 5     | 5     | 5     | 6    | 6     | 6     | 7     | 7     | 7     | Место | Очки |
| 2019       | Drivex School | Tatuus F4-T014 | Abarth 1.4L FTJ I4 | НАВ   | НАВ   | НАВ  | ЛЕК   | ЛЕК   | ЛЕК   | АРА   | АРА   | АРА  | ТОР   | ТОР   | ТОР   | ХЕР   | ХЕР   | ХЕР   | АЛГ  | АЛГ   | АЛГ   | КАТ   | КАТ   | КАТ   | 18    | 15   |
| ---------- | ------------- | -------------- | ------------------ | ----- | ----- | ---- | ----- | ----- | ----- | ----- | ----- | ---- | ----- | ----- | ----- | ----- | ----- | ----- | ---- | ----- | ----- | ----- | ----- | ----- | ----- | ---- |
| 2019       | Drivex School | Tatuus F4-T014 | Abarth 1.4L FTJ I4 | Г1 13 | Г2 11 | Г3 8 | Г1 11 | Г2 14 | Г3 15 | Г1 13 | Г2 11 | Г3 6 | Г1 16 | Г2 14 | Г3 14 | Г1 11 | Г2 13 | Г3 14 | Г1 9 | Г2 10 | Г3 12 | Г1 НУ | Г2 НУ | Г3 НУ | 18    | 15   |
| Источники: |               |                |                    |       |       |      |       |       |       |       |       |      |       |       |       |       |       |       |      |       |       |       |       |       |       |      |

### Результаты выступлений в Серии W
| 8          | 2 | 14 | 4 | Т | 13 | Г1 НПР | Г2 НПР |
| Источники: |   |    |   |   |    |        |        |

### Результаты выступлений в Формуле-3

#### Азиатский чемпионат Формулы-3
| Год        | Команда  | Шасси           | Двигатель           | Категория         | 1     | 1     | 1     | 2     | 2     | 2       | 3     | 3     | 3     | 4     | 4     | 4     | 5     | 5     | 5     | Место | Очки |
| 2021       | Evans GP | Tatuus F3 T-318 | Alfa Romeo 1.75 L4T | Чемпионат пилотов | ДУБ 1 | ДУБ 1 | ДУБ 1 | АБУ 1 | АБУ 1 | АБУ 1   | АБУ 2 | АБУ 2 | АБУ 2 | ДУБ 2 | ДУБ 2 | ДУБ 2 | АБУ 3 | АБУ 3 | АБУ 3 | 19    | 0    |
| ---------- | -------- | --------------- | ------------------- | ----------------- | ----- | ----- | ----- | ----- | ----- | ------- | ----- | ----- | ----- | ----- | ----- | ----- | ----- | ----- | ----- | ----- | ---- |
| 2021       | Evans GP | Tatuus F3 T-318 | Alfa Romeo 1.75 L4T | Чемпионат пилотов | Г1 19 | Г2 19 | Г3 15 | Г1 19 | Г2 18 | Г3 Сход | Г1 Т  | Г2 Т  | Г3 Т  | Г1 15 | Г2 14 | Г3 17 | Г1 14 | Г2 12 | Г3 16 | 19    | 0    |
| 2021       | Evans GP | Tatuus F3 T-318 | Alfa Romeo 1.75 L4T |                   |       |       |       |       |       |         |       |       |       |       |       |       |       |       |       |       |      |
| 2021       | Evans GP | Tatuus F3 T-318 | Alfa Romeo 1.75 L4T | Кубок новичков    | Г1 19 | Г2 19 | Г3 15 | Г1 19 | Г2 18 | Г3 Сход | Г1 Т  | Г2 Т  | Г3 Т  | Г1 15 | Г2 14 | Г3 17 | Г1 14 | Г2 12 | Г3 16 | 10    | 55   |
| Источники: |          |                 |                     |                   |       |       |       |       |       |         |       |       |       |       |       |       |       |       |       |       |      |

### Комментарии
1. ↑  SMP Racing, в гонках на автомобилях класса Туринг. BR Engineering в гонках категории Эндуранс (гонки на выносливость).
2. ↑  В гонках класса Туринг персональный номер. В гонках Эндуранс (гонки на выносливость), в заезде на одной машине, по очереди, принимают участие минимум два пилота. 51 номер, номер экипажа.
3. ↑  Сезон продолжается.
4. 1 2  В каждом последующем этапе в сезоне 2023 года у Сидорковой был новый напарник в экипаже.

### Интервью
- Сказка НЕ закончилась, гонки - будут! А W Series подождет SMP Slipstream. 18 мая 2022
- Ирина Сидоркова подвела итог сезона W Series SMP Racing. 3 ноября 2021